# Helena Daehler
Helena Daehler (* 3. Juli 1987 in Zürich) ist eine Schweizer Schauspielerin, Sängerin, Songwriterin und Journalistin. Sie spielt Gitarre, Bass und Ukulele.

## Leben und Wirken
Von 2007 bis 2010 besuchte Helena Daehler die European Film Actor School (EFAS) in Zürich.  Seit 2011 lebt Helena Daehler in Berlin, wo sie neben Musik und Theater auch als Reporterin für den Privatsender Berliner Rundfunk 91.4 und den rbb arbeitet.

### Musik
2009 veröffentlichte sie als «Helena D» ihre erste Studio-EP 47days in Zusammenarbeit mit Musiker und Produzent Moritz Vontobel und sang im Rahmen eines Gesangscontests im Baseballstadion AT&T Park in San Francisco. Zwischen 2009 und 2010 komponierte Helena Daehler sowohl die Titelmusik zum Kinofilm Nordwärts als auch den Soundtrack zum Kurzfilm Zimmer gesucht. 2013 schrieb sie Musik für das Theaterstück Ich nannte ihn Krawatte am Maxim-Gorki-Theater unter der Regie von Jana Milena Polasek. 2014 übernahm sie die Musikalische Leitung zur Inszenierung Die Wildente am Nationaltheater Mannheim unter der Regie von Elmar Goerden.

### Schauspiel
2009 spielte Helena Daehler die weibliche Hauptrolle im Kurzfilm Sommerwette, der an den Schweizer Jugendfilmtagen mit dem Publikumspreis ausgezeichnet wurde. Während des Schauspielstudiums übernahm sie die Hauptrolle im Kinofilm Nordwärts, der beim Luzerner Filmfestival LiFF als Bester Schweizer Film nominiert wurde. 2013 sah man sie in einer Produktion des Schweizer Fernsehen SRF in der Produktion Die Schweizer – Alfred Escher in der Rolle der Lydia Escher. Am Theater arbeitete Helena Daehler unter anderem mit Sebastian Nübling am Schauspielhaus Zürich, Volkmar Kamm an den Schauspielbühnen Stuttgart, Jana Polasek an den Gastspielen Zürich und Elmar Goerden am Nationaltheater Mannheim.